# Mimopothyne flavolineata
Mimopothyne flavolineata là một loài bọ cánh cứng trong họ Cerambycidae.